# 라메크 반다
라메크 반다(영어: Lameck Banda, 2001년 1월 6일 ~ )는 잠비아의 축구 선수로, 현재 세리에 A의 레체와 잠비아 축구 국가대표팀에서 왼쪽 미드필더로 활약하고 있다.

## 구단 경력
2019년 7월 10일, 러시아 프리미어리그의 FC 아르세날 툴라와 계약을 체결하고 같은 팀인 에번스 캉콰, 킹스 캉과와 입단했다.
2019년 7월 12일, FC 디나모 모스크바와의 시즌 개막전에서 선발로 출전하며 아르세날 툴라 소속으로 러시아 프리미어리그 데뷔 전을 치렀다.
2020년 9월 3일, 반다는 마카비 네타냐와 계약을 체결했다. 2020년 9월 7일, 아르세날 툴라는 이적을 확정 짓고 2021년 5월까지 임대라고 발표했다. 2021년 8월 6일, 그는 이스라엘로 돌아와 마카비 페타티크바와 한 시즌 동안 구매 옵션이 있는 임대 계약을 맺었다.
2022년 8월 4일, 반다는 세리에 A로 승격된 US 레체와 영구 계약을 맺고 5번째 시즌을 위한 옵션과 함께 4년 계약을 체결했다. 이후 그는 8월 13일, 2-1로 패한 인테르나치오날레 밀라노와의 경기에서 74분에 페데리코 데 프란체스코와 교체되어 이탈리아 클럽 데뷔 전을 치렀다. 이로써 그는 세리에 A 경기에 출전한 최초의 잠비아 선수가 되었다.
2023년 1월 4일, 반다는 라치오와의 홈 리그 경기에서 동료 사뮈엘 움티티와 함께 원정 응원단으로부터 인종 차별적인 욕설을 들었다. 관련된 라치오 팬들은 경기 대부분 시간 내내 인종 차별적인 구호로 두 선수를 겨냥했고, 주심인 리비우 마르티넬리는 이미 하프타임에 교체 투입되었음에도 불구하고 후반전 몇 분 동안 경기를 방해해야 했다. 경기는 결국 레체의 2-1 승리로 끝났다. 구단의 회장인 사베리오 스티치 다미아니는 경기 후 학대를 당한 두 선수를 두둔했다. 라치오는 공식 SNS를 통해 공식 성명을 발표하여 지지자들의 행동에 대해 사과했고, FIFA 회장인 잔니 인판티노는 그의 인스타그램 프로필에 메시지를 통해 움티티와 반다를 지지했다.

## 국가대표팀 경력
반다는 잠비아 U-17, U-20, U-23 국가대표로 출전했다. 그는 2022년 3월 25일, 콩고와의 친선 경기에서 잠비아 국가대표팀에 데뷔했다.
2023년 12월에는 아브람 그랜트 감독이 이끄는 잠비아 국가대표팀의 2023년 아프리카 네이션스컵 본선 참가 27인 명단에 이름을 올렸다.